# بوني أوينز
بوني أوينز (بالإنجليزية: Bonnie Owens)‏ هي كاتبة غنائية وموسيقية ومغنية أمريكية، ولدت في 1 أكتوبر 1929 في أوكلاهوما في الولايات المتحدة، وتوفيت في 24 أبريل 2006 في بيكرسفيلد في الولايات المتحدة.

## وصلات خارجية
- بوني أوينز على موقع IMDb (الإنجليزية)
- بوني أوينز على موقع ميوزك برينز (الإنجليزية)
- بوني أوينز على موقع ديسكوغز (الإنجليزية)